# Anacua
Anacua es un lugar designado por el censo ubicado en el condado de Starr en el estado estadounidense de Texas. En el Censo de 2010 tenía una población de 12 habitantes y una densidad poblacional de 171,6 personas por km².

## Geografía
Anacua se encuentra ubicado en las coordenadas 26°23′8″N 98°55′9″O / 26.38556, -98.91917. Según la Oficina del Censo de los Estados Unidos, Anacua tiene una superficie total de 0.07 km², de la cual 0.07 km² corresponden a tierra firme y (0%) 0 km² es agua.

## Demografía
Según el censo de 2010, había 12 personas residiendo en Anacua. La densidad de población era de 171,6 hab./km². De los 12 habitantes, Anacua estaba compuesto por el 100% blancos, el 0% eran afroamericanos, el 0% eran amerindios, el 0% eran asiáticos, el 0% eran isleños del Pacífico, el 0% eran de otras razas y el 0% pertenecían a dos o más razas. Del total de la población el 100% eran hispanos o latinos de cualquier raza.